# Бокс на літніх Олімпійських іграх 1980
Змагання з боксу на літніх Олімпійських іграх 1980 проходили з 20 липня по 2 серпня. Було розіграно 11 комплектів нагород.
Через політичний бойкот Олімпійських ігор 1980 з боку більшості країн Заходу у змаганнях взяли участь не всі найсильніші боксери.
На цих Олімпійських іграх кубинський боксер Теофіло Стівенсон здобув свою третю золоту медаль та став другим в історії боксером, якому вдалося це зробити.

## Медалі

### Загальний залік
| Місце | Країна          | Золото | Срібло | Бронза | Загалом |
| ----- | --------------- | ------ | ------ | ------ | ------- |
| 1     | Куба            | 6      | 2      | 2      | 10      |
| 2     | СРСР            | 1      | 6      | 1      | 8       |
| 3     | НДР             | 1      | 0      | 5      | 6       |
| 4     | Болгарія        | 1      | 0      | 1      | 2       |
| 5     | Італія          | 1      | 0      | 0      | 1       |
| 5     | Югославія       | 1      | 0      | 0      | 1       |
| 7     | Польща          | 0      | 1      | 4      | 5       |
| 8     | Уганда          | 0      | 1      | 0      | 1       |
| 8     | Венесуела       | 0      | 1      | 0      | 1       |
| 10    | Угорщина        | 0      | 0      | 2      | 2       |
| 10    | Румунія         | 0      | 0      | 2      | 2       |
| 11    | Чехословаччина  | 0      | 0      | 1      | 1       |
| 11    | Велика Британія | 0      | 0      | 1      | 1       |
| 11    | Гвіана          | 0      | 0      | 1      | 1       |
| 11    | Ірландія        | 0      | 0      | 1      | 1       |
| 11    | КНДР            | 0      | 0      | 1      | 1       |

### Медалісти
| Вагова категорія       | Золото                           | Срібло                              | Бронза                                |
| ---------------------- | -------------------------------- | ----------------------------------- | ------------------------------------- |
| До 48 кг докладніше    | Шаміль Сабіров · СРСР (URS)      | Іполіто Рамос · Куба (CUB)          | Лі Бьон Ук · Північна Корея (PRK)     |
| До 48 кг докладніше    | Шаміль Сабіров · СРСР (URS)      | Іполіто Рамос · Куба (CUB)          | Івайло Марінов · Болгарія (BUL)       |
| До 51 кг докладніше    | Петр Лесов · Болгарія (BUL)      | Віктор Мірошниченко · СРСР (URS)    | Г'ю Расселл · Ірландія (IRL)          |
| До 51 кг докладніше    | Петр Лесов · Болгарія (BUL)      | Віктор Мірошниченко · СРСР (URS)    | Вараді Янош · Угорщина (HUN)          |
| До 54 кг докладніше    | Хуан Ернандес · Куба (CUB)       | Бернардо Піньянго · Венесуела (VEN) | Майкл Ентоні · Гаяна (GUY)            |
| До 54 кг докладніше    | Хуан Ернандес · Куба (CUB)       | Бернардо Піньянго · Венесуела (VEN) | Думітру Чіпере · Румунія (ROU)        |
| До 57 кг докладніше    | Руді Фінк · НДР (GDR)            | Адольфо Орта · Куба (CUB)           | Віктор Рибаков · СРСР (URS)           |
| До 57 кг докладніше    | Руді Фінк · НДР (GDR)            | Адольфо Орта · Куба (CUB)           | Кшиштоф Коседовський · Польща (POL)   |
| До 60 кг докладніше    | Анхель Еррера · Куба (CUB)       | Віктор Дем'яненко · СРСР (URS)      | Казімеж Адах · Польща (POL)           |
| До 60 кг докладніше    | Анхель Еррера · Куба (CUB)       | Віктор Дем'яненко · СРСР (URS)      | Ріхард Новаковський · НДР (GDR)       |
| До 63,5 кг докладніше  | Патріціо Оліва · Італія (ITA)    | Серік Конакбаєв · СРСР (URS)        | Ентоні Вілліс · Велика Британія (GBR) |
| До 63,5 кг докладніше  | Патріціо Оліва · Італія (ITA)    | Серік Конакбаєв · СРСР (URS)        | Хосе Агілар · Куба (CUB)              |
| До 67 кг докладніше    | Андрес Альдама · Куба (CUB)      | Джон Мугабі · Уганда (UGA)          | Карл-Гайнц Крюгер · НДР (GDR)         |
| До 67 кг докладніше    | Андрес Альдама · Куба (CUB)      | Джон Мугабі · Уганда (UGA)          | Казимеж Щерба · Польща (POL)          |
| До 71 кг докладніше    | Армандо Мартінес · Куба (CUB)    | Олександр Кошкін · СРСР (URS)       | Ян Франек · Чехословаччина (TCH)      |
| До 71 кг докладніше    | Армандо Мартінес · Куба (CUB)    | Олександр Кошкін · СРСР (URS)       | Детлеф Кестнер · НДР (GDR)            |
| До 75 кг докладніше    | Хосе Гомес · Куба (CUB)          | Віктор Савченко · СРСР (URS)        | Валентин Сілагі · Румунія (ROU)       |
| До 75 кг докладніше    | Хосе Гомес · Куба (CUB)          | Віктор Савченко · СРСР (URS)        | Єжи Рибицький · Польща (POL)          |
| До 81 кг докладніше    | Слободан Качар · Югославія (YUG) | Павел Скшеч · Польща (POL)          | Герберт Баух · НДР (GDR)              |
| До 81 кг докладніше    | Слободан Качар · Югославія (YUG) | Павел Скшеч · Польща (POL)          | Рікардо Рохас · Куба (CUB)            |
| Понад 81 кг докладніше | Теофіло Стівенсон · Куба (CUB)   | Петро Заєв · СРСР (URS)             | Іштван Леваї · Угорщина (HUN)         |
| Понад 81 кг докладніше | Теофіло Стівенсон · Куба (CUB)   | Петро Заєв · СРСР (URS)             | Юрген Фанґгенел · НДР (GDR)           |